# 우박 맞은 날
《우박 맞은 날》(스페인어: Granizo)은 2022년 공개된 아르헨티나의 코미디 영화로, 마르코스 카르네발레가 감독을 맡았다.

## 출연

### 주연
- 길예르모 프란셀라 : 미겔 플로레스 역

### 조연
- 페토 메나헴 : 루이스 역
- 마틴 시펠드 : 구스타보 역
- 에우헤니아 게르티 : 마리사 역
- 비비아나 사코네 : 히메나 역
- 노만 브리스키 : 돈 호세 역
- 폼페요 아우디베르 : 알론소 역